# Downtown Boys
Downtown Boys to pierwszy singiel promujący nowy album duńskiego duetu Infernal pt. „Electric Cabaret”. Piosenka miała premierę 14 kwietnia.

## Formaty i lista utworów
- wydanie duńskie: singel promo, 5" CD (kwiecień 2008)

1. „Downtown Boys” (Original Version) 4:14
2. „Downtown Boys” (Extended Version) 6:48

- wydanie duńskie: singel promo, 5" CD (kwiecień 2008)

1. „Downtown Boys” (Tim Andresen Remix) 7:12
2. „Downtown Boys” (Tim Andresen Dub) 6:28
3. „Downtown Boys” (Thomas Vendelboe’s Afterhours Remix) 7:00
4. „Downtown Boys” (Copenhagen Clubbers Remix) 5:50

## Teledysk
Wideoklip był kręcony w Nowym Jorku od 9 do 11 kwietnia 2008 roku. Reżyserem jest Loic Maes, ten sam, który wyreżyserował teledyski do piosenek „Ten Miles” i „I Won't Be Crying”.